# Pagani Zonda F
La Pagani Zonda F è un modello di autovettura prodotto dalla casa automobilistica italiana Pagani.

## Storia
Inizialmente era stata battezzata Fangio F.1, in omaggio al grande campione dell'automobilismo Juan Manuel Fangio, connazionale, amico e mentore di Horacio Pagani; il progetto in seguito viene ribattezzato col suo attuale nome, lo stesso di un vento andino, usato dal 1999 anno del suo esordio, come il modello C12, ma ad esso venne aggiunta la F, che sta a richiamare proprio Fangio. La vettura venne presentata al Salone di Ginevra del 2005.

## Tecnica
Monta il motore Mercedes-AMG V12 da 602 CV di potenza nella versione normale e da 650 CV nella versione Clubsport, disponibile sia per la roadster che per la coupé; inoltre la versione Clubsport ha anche i freni speciali in carboceramica e un assetto ancora più sportivo. La coupé Clubsport viene accreditata per una velocità massima di 345 km/h, un'accelerazione da 0 a 100 km/h in soli 3,6 secondi e da 0 a 200 km/h in 9,6 secondi e un tempo di frenata da 200 a 0 km/h in 4,4 secondi, facendone al lancio una delle auto più veloci del mondo.
I prezzi particolarmente elevati sono dovuti al fatto che ogni Zonda è costruita artigianalmente con materiali come la fibra di carbonio, quindi molto costosi.
Infine la Zonda F sviluppa, nella versione"Clubsport", 600 kg di carico aerodinamico alla velocità di 300 km/h.